# モンキーポッド
モンキーポッド（学名：Albizia saman、シノニムSamanea saman）は、熱帯アメリカ原産のマメ科ネムノキ亜科ネムノキ属の常緑高木。別名はレインツリー、アメリカネムノキ（亜米利加合歓木）。サマネア属 (Samanea) に分類されることもあるが、サマネア属全体をネムノキ属に含める学説もある。 
日本国内では、ハワイ・オアフ島のモアナルア・ガーデンにある大樹が日立グループのテレビCMの題材に永く取り上げられており、「この木なんの木」というCMソングの歌い出しで有名な別名「日立の樹」として知られる。

## 概要
マメ科の植物。本来の分布はメキシコからペルー、ブラジルにかけてであるが、広く熱帯と亜熱帯の各地に移植されて帰化している。米国ハワイ州では侵略的外来種に指定されている。高さは25mほど、枝張りは40mほど。樹冠は枝を左右対称に大きく広げた形をしている。2回羽状複葉でシダに似た形をしている葉は、日の出とともに開き、午後になると閉じる（就眠運動）。降雨前にも葉が閉じることから、レインツリー (rain tree) という呼称の由来となっている（この木の樹液を吸いに集まるセミの分泌物が雨のように下に落ちるからという説もある）。年に2回、5月と11月のころ、開花する。花の色は赤みがかったピンク色からクリーム色がかった黄色までさまざまである。
アレクサンダー・フォン・フンボルトは著作『新大陸赤道地方紀行』の中で、ベネズエラのマラカイを訪れた時に見た、枝張りが58mにもなるモンキーポッドの巨木を「Zamang del Guayre」と呼んでいる。この木は現在も生きており、ベネズエラでは「サマン・デ・グエレ」と呼ばれ、国宝に指定されている。

## 材木として
辺材は灰白色。心材は金褐色。産地によって濃い縞目模様が出たり、色調が異なる。日本ではテーブルや座卓に使用されることが多いが、原産地では家具、民芸品、工芸品など幅広く利用される。インドネシアでは、家具用の材としてSuar Wood（スアー）と呼ばれる。

## 観葉植物として
適温は20-35℃。10度以下の寒冷に弱いので、沖縄などの地域を除き、日本では屋外での栽培はできない。種はヒマワリ程度の大きさである。

## 画像

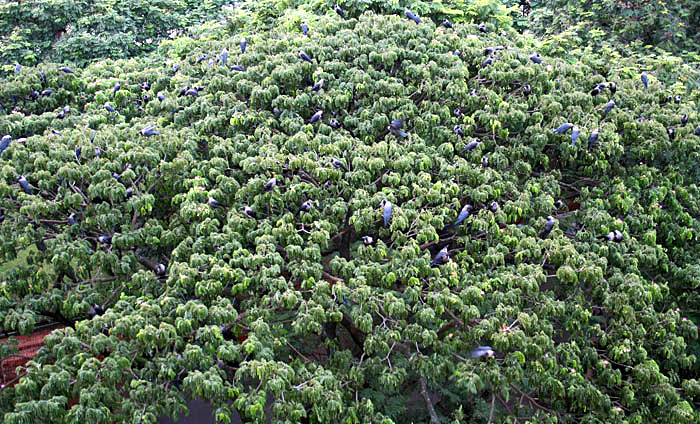
樹冠。インド、コルカタ
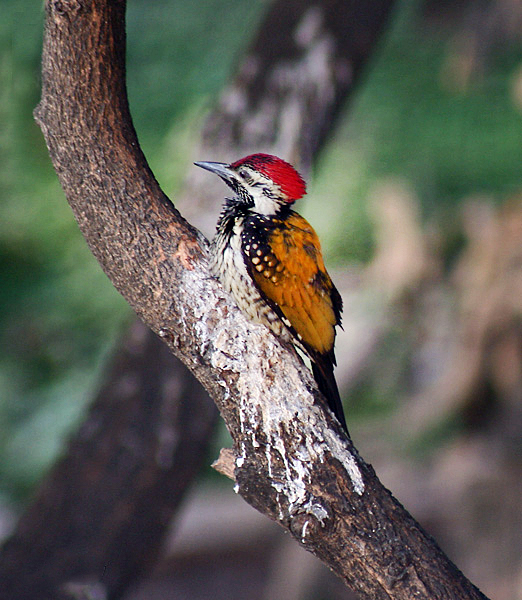
樹皮。コルカタ
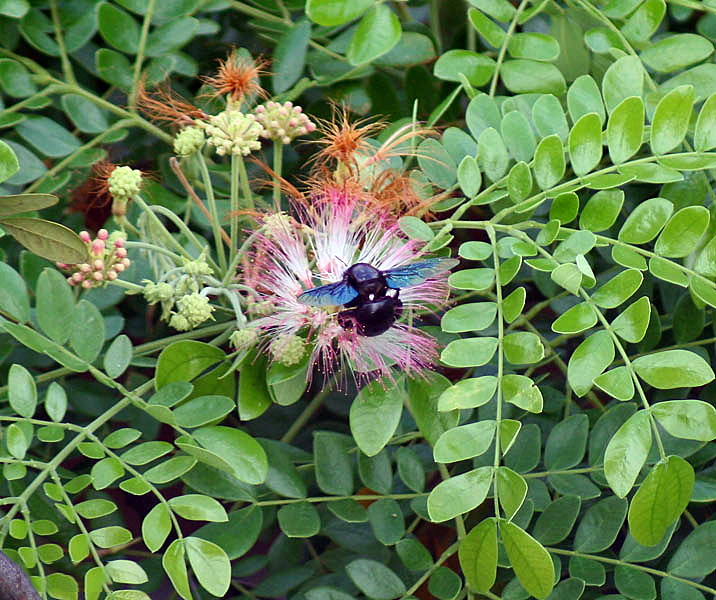
花と蕾。コルカタ
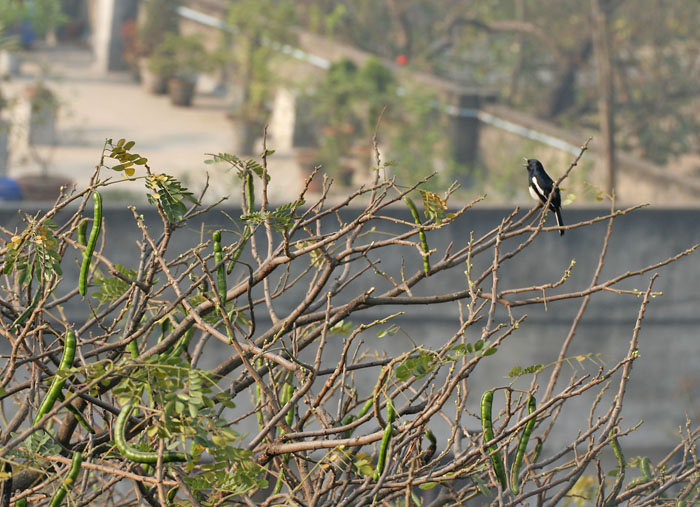
果実。コルカタ
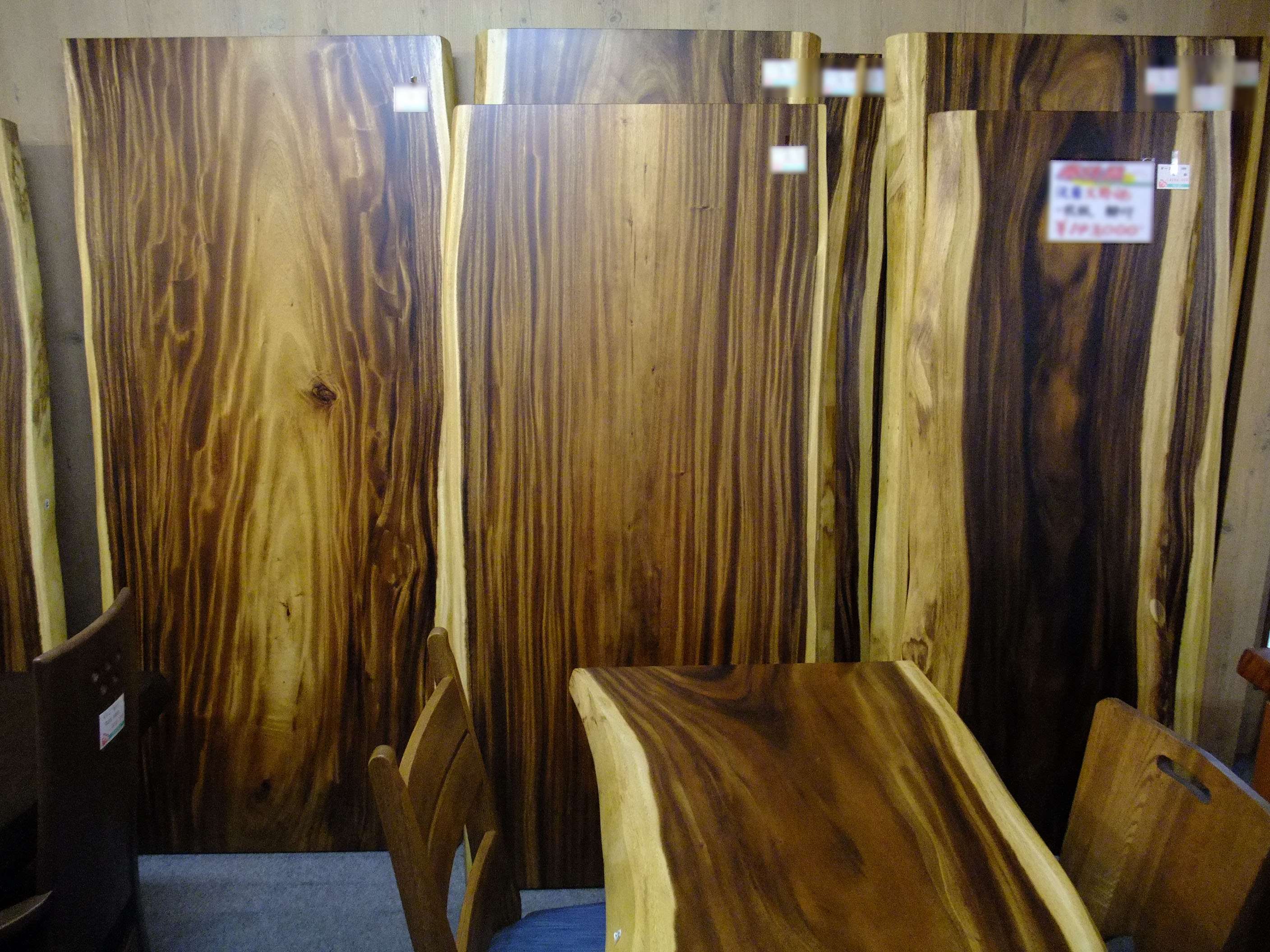
モンキーポッドの一枚板。ウオルナットより安価であるために、無垢一枚板のテーブル材として人気がある。